# Søren Viggo Petersen
 Der er for få eller ingen kildehenvisninger i denne artikel, hvilket er et problem. Du kan hjælpe ved at angive troværdige kilder til de påstande, som fremføres i artiklen.

Søren Viggo Petersen (født 6. januar 1943) er en tidligere dansk løber, som startede for Kastrup Tårnby Atletik. Han vandt 24 individuelle Danmarksmesterskaber. , de fleste på 100 meter distancen, hvor han var regerende mester i et helt årti (1965-74). I den periode blev han også medindehaver af den danske rekord. Hele seks gange (både 1966 og '68 samt fire gange i 1971) tangerede Søren Viggo Pedersen (på den tid blev han både i dagspressen og i atletikblade omtalt som 'Pedersen') rekorden på 10,5 sekunder, som Jørn Palsten havde sat i 1965. SVP tangerede i 1971 også Palstens nationsrekord på 200 m på 21,3, inden han forbedrede den til 21,2 (11. juli 1971 i Greifswald, DDR).

## Personlige rekorder
- 100 meter: 10,5 sek. (DR) - 1966, 1968 og 1971).
- 200 meter: 21,2 (DR) - 1971.
- 400 meter: 49,2 - 1967.
- Længdespring: 7,36 m - 1969

## Internationale mesterskaber
- 1972 EM-indendørs 50 meter 6.02 sek. (nr. 12)
- 1971 EM 100 meter 10.8 (nr. 13 af 29 deltagere)
- 1971 EM 200 meter 21.7 (nr, 20 af 28)
- 1970 EM-indendørs 60 meter 7,0 (nr. 16).

## Danske mesterskaber
- Guld   1974    100 meter  10.9
- Guld   1974    200 meter  22.2
- Guld   1973    100 meter  10.8
- Guld   1973    200 meter  21.8
- Guld   1973  3x33 meter  inde  12,9
- Guld 1972    100 meter  10.9
- Guld   1972    200 meter  22.2
- Guld   1972  60 meter inde  6.7
- Guld   1971    100 meter  10.7
- Guld   1971    200 meter  21.3
- Guld   1971  60 meter inde  6.9
- Guld   1970    100 meter  10.7
- Guld   1970    200 meter  21.9
- Guld   1969    100 meter  10.9
- Guld   1969    200 meter  22.0
- Bronze   1969    Længdespring 6,88
- Guld   1968    100 meter  10.6
- Guld   1968    200 meter  21.8
- Sølv   1968    Længdespring  7,26
- Guld   1967    100 meter  11.0
- Sølv   1967    200 meter  22.2
- Guld   1966    100 meter  10.8
- Guld   1966    200 meter  22.1
- Bronze   1966    Længdespring  6,95
- Guld   1965    100 meter  10.7
- Guld   1965    200 meter  21.5
- Guld   1963    Tikamp